# Laudon’sche Wasserleitung
Die Laudon’sche Wasserleitung oder auch Laudon-Wasserleitung war eine private Wasserleitung in Wien, welche die Bewohner von Hadersdorf und Weidlingau mit Wasser versorgte.
Die Laudon’sche Wasserleitung kam in den Besitz der Stadt Wien, als 1959 das ehemalige Laudongut an der Mauerbachstraße in der Katastralgemeinde Hadersdorf mit einer Gesamtfläche von 1.727.000 Quadratmetern zur Ausdehnung des Wald- und Wiesengürtels erworben wurde. Die Verantwortung für die Betriebsführung ging an die Magistratsabteilung MA 31 – Wiener Wasserwerke über.
Bei dieser Gelegenheit wurden zahlreiche Missstände festgestellt. Das Wasser wurde durch einfache Drainageleitungen in den Wiesen gewonnen, im Wasserbehälter wurden verschiedene Tiere und auch Tierkadaver gefunden und die Rohrleitungen waren durch Schlammablagerungen verunreinigt. Die Desinfektion mittels Chlor geschah nur unregelmäßig und durch die Zugabe willkürlich bestimmter Mengen.
Nach Rücksprache mit dem Gesundheitsamt der Stadt Wien und der Landeswasserrechtsbehörde sperrten daraufhin die Wiener Wasserwerke die Laudon-Wasserleitung. Als Ersatz wurden Hadersdorf und Weidlingau zunächst provisorisch über das mit Hochquellenwasser dotierte Leitungsnetz der Stadt Wien und vom Wientalwasserwerk aus mit Trinkwasser versorgt.
Um die Laudon’sche Wasserleitung wieder in Betrieb nehmen zu können, wurden verschiedene Maßnahmen getroffen:
- Das Einzugsgebiet der Laudon-Wasserleitung wurde am 18. September 1961 zum Trinkwasserschutz – und Schongebiet erklärt.[1]
- Auf Grund von Probebohrungen und Wasseruntersuchungen wurden vier Brunnen errichtet sowie die Hebeanlagen und der Wasserbehälter saniert.
- Obwohl durch diese Maßnahmen eine zusätzliche Entkeimung kaum noch notwendig war, wurde eine Bestrahlungsanlage mit UV-Licht errichtet.
- Das Rohrleitungsnetz wurde erneuert. Zusätzlich wurden Haushalte, deren Hausbrunnen immer wieder versiegten, an das Versorgungsnetz angeschlossen. Auch wurde eine Siedlung, die bisher von einer eigenen Wasserleitung mit Wasser fragwürdiger Qualität versorgt worden war, an die Laudon’sche Wasserleitung angeschlossen.

Wann Hadersdorf und Weidlingau endgültig an das Versorgungsnetz der Stadt Wien angeschlossen wurde, ist nicht bekannt. Am 11. Februar 1988 wurde die Verordnung des Landeshauptmannes von Wien über die Bestimmung des Grundwasserschongebietes zum Schutz der Laudon’schen Wasserleitung aufgehoben.